# Mike Ekstrom
Michael Alexander Ekstrom (né le 30 août 1983 à Portland, Oregon, États-Unis) est un lanceur droitier de baseball qui joue en Ligue majeure de 2008 à 2012.

## Carrière
Après des études secondaires à la Sam Barlow High School de Gresham (Oregon), Mike Ekstrom suit des études supérieures à Point Loma Nazarene University puis à l'Oregon State University où il porte les couleurs des Oregon State Beavers.
Ekstrom est drafté en 12e ronde par les Padres de San Diego en 2004. Il fait ses débuts dans les majeures avec cette équipe le 10 septembre 2008.  Il lance 8 parties en 2008 et 12 en 2009 pour les Padres, chaque fois comme lanceur de relève et totalise 25 retraits sur des prises en 28 manches lancées. Il écope toutefois de la défaite à ses deux décisions.
Le 3 février 2010, il est réclamé au ballottage par les Rays de Tampa Bay. En 2010, il effectue 15 sorties en relève pour Tampa et maintient une moyenne de points mérités de 3,31 en 16 manches et un tiers lancées. En 2011, il passe l'année dans les mineures et ne joue qu'un match pour les Rays.
Devenu agent libre, il rejoint en décembre 2011 les Rockies du Colorado.

## Statistiques
| Saison | Équipe    | G  | GS | CG | SHO | V | D | SV | IP   | SO | ERA  |
| ------ | --------- | -- | -- | -- | --- | - | - | -- | ---- | -- | ---- |
| 2008   | San Diego | 8  | 0  | 0  | 0   | 0 | 2 | 0  | 9.2  | 6  | 7,45 |
| 2009   | San Diego | 12 | 0  | 0  | 0   | 0 | 0 | 0  | 18.1 | 19 | 6,38 |
| 2010   | Tampa Bay | 15 | 0  | 0  | 0   | 0 | 1 | 0  | 16.1 | 10 | 3,31 |
| Totaux | Totaux    | 35 | 0  | 0  | 0   | 0 | 3 | 0  | 44.1 | 35 | 5,48 |

Note: G = Matches joués ; GS = Matches comme lanceur partant ; CG = Matches complets ; SHO = Blanchissages ; 
V = Victoires ; D = Défaites ; SV = Sauvetages ; IP = Manches lancées ; SO = retraits sur des prises ; ERA = Moyenne de points mérités.